# Куршаков, Николай Александрович
Николай Александрович Куршаков (1886—1973) — советский терапевт, член-корреспондент АМН (1953), заслуженный деятель науки РСФСР (1947), лауреат Ленинской премии (1963), полковник медицинской службы. Член КПСС.

## Биография
Родился 1 февраля 1886 года[по какому календарю?] в Кронштадте. Отец, Александр Евсевиевич (ок. 1852 — 1920), окончивший в 1869 году 6-ю петербургскую гимназию и получивший высшее медицинское образование, вышел в отставку с должности флагманского врача с чином действительного статского советника. Мать, Серафима Александровна, урождённая Терентьева. Имел старшего брата Владимира (ок. 1882 — 1919), дочь которого Татьяна (31.07.1909, Усть-Нарва — 17.02.1993, Петербург) вышла замуж за внука Ф. М. Достоевского, Андрея Фёдоровича (28.01.1908—19.09.1968).
В 1904 году окончил Кронштадскую гимназию с золотой медалью и поступил в Военно-медицинскую академию, по окончании которой с отличием в 1910 году был оставлен на кафедре диагностики, руководимой М. В. Яновским. Уже в 1912 году, в 26 лет, он защитил докторскую диссертацию «Клинические наблюдения над кровообращением у людей с повышенной и нормальной температурой тела при естественных условиях и под влиянием жаропонижающих средств (аспирина)».
В 1918—1924 годах преподавал на кафедре диагностики и общей терапии Военно-медицинской академии. В 1925 году переехал в Воронеж, где до 1935 года заведовал кафедрой пропедевтики внутренних болезней Воронежского университета и возглавлял университетскую пропедевтическую терапевтическую клинику.
В 1935—1942 гг. и в 1945—1950 гг. — профессор и заведующий госпитальной терапевтической клиникой МОНИКИ; в 1942—1943 гг. и в 1950—1951 гг. — профессор кафедры госпитальной терапии 1-го ММИ.
В 1943 году был призван в армию, и как полковник медицинской службы работал главным терапевтом 2-го Украинского фронта.
Также, в 1945—1947 годах он был главным терапевтом Министерства здравоохранения СССР. В 1946 году был экспертом на Нюрнбергском процессе. В 1950-х годах он начал исследование лучевой болезни человека и стал одним из создателей клиники по её лечению.
Скончался после очень долгой, тяжёлой болезни 13 августа 1973 года.

## Научная деятельность
Опубликовал свыше 150 научных работ, в т. ч. 5 монографий; он является автором отдельных глав в учебниках и руководствах по диагностике заболеваний сердечно-сосудистой системы. Большая часть работ Н. А. Кушакова посвящена кардиологии и вопросам лечения лучевой болезни, а также патогенеза и лечения гипертонической болезни, ревматизма, патологии желудочно-кишечного тракта и печени, курортного лечения. Он один из первых в СССР он применил в клинике метод артериальной пункции для исследования газов крови. Впервые в отечественной литературе им введено понятие «тканевая гипоксия» при заболеваниях дыхательной и сердечно-сосудистой систем.
Под руководством Н. А. Куршакова было защищено около 40 диссертаций, в т. ч. 15 докторских. Он был членом правления Всесоюзного и Московского обществ терапевтов, председателем Московского общества терапевтов, членом президиума Всесоюзного общества терапевтов, почетным членом Общества терапевтов Московской области, членом редакционного совета журналов «Клиническая медицина», «Терапевтический архив», «Кардиология», «Бюллетень радиационной медицины», редактором отдела «Внутренние болезни» во 2-м издании БМЭ.

## Награды
Был награждён двумя орденами Ленина, орденами: Красного Знамени, Отечественной войны I-й степени, Красной Звезды и медалями. Лауреат Ленинской премии (1963). Кроме этого, он имел звание Отличник физической культуры (1949).